# Keszthelyi Agrártudományi Egyetem
A Keszthelyi Agrártudományi Egyetem önálló intézményként ezen a néven 1970 és 1989 között működött Keszthelyen. Jogelődje a Georgikon volt, jogutóda a Pannon Egyetem, illetve azon belül a Pannon Egyetem Georgikon Kar lett.

## Története
Az egyetem időben távoli elődje a Festetics György által 1797-ben alapított Georgikon, közvetlenül azonban a Keszthelyi Mezőgazdasági Akadémiából 1962-ben egyetemi jellegű főiskolává alakított Keszthelyi Agrártudományi Főiskola volt. A főiskolát 1970. augusztus 7-én vonták össze a Mosonmagyaróvári Agrártudományi Főiskolával, s lett Keszthelyi Agrártudományi Egyetem. A hivatalos neve Agrártudományi Egyetem, Keszthely volt, ezt azonban gyakran még hivatalos iratokban, jogszabályokban is Keszthelyi Agrártudományi Egyetem formában használták. Az új szervezeti felépítésű felsőoktatási intézmény feladata a mezőgazdasági üzemek, a szakigazgatási szervek, továbbá intézetek, intézmények részére mezőgazdasági szakemberek képzése volt.
1989 szeptember 1-től az intézmény neve Pannon Agrártudományi Egyetemre változott, és három kara működött: az Állattenyésztési Kar Kaposváron, a 
Georgikon Mezőgazdaságtudományi Kar Keszthelyen és a Mezőgazdaságtudományi Kar Mosonmagyaróváron. 1999. december 31-ével az intézmény önállósága megszűnt, a felsőoktatási integráció révén 2000. január 1-jén a keszthelyi kar a veszprémi Pannon Egyetembe olvadt, annak Georgikon Karaként. A Pannon Agrártudományi Egyetem másik két kara közül a kaposvári a Kaposvári Egyetembe, a mosonmagyaróvári a Nyugat-magyarországi Egyetembe került.

## Rektorai
- Belák Sándor (1970-1976)
- Varga János (1976-1982)
- Debreczeni Béla (1982-1988)
- Horn Péter (1988-1993)
- Sáringer Gyula (1993-1995?)
- Horn Péter (1995?-2000)